# Final Fantasy XII
Final Fantasy XII (japanisch ファイナルファンタジーXII, Fainaru Fantajī Tuerubu; kurz: FFXII oder FF12) ist ein Computer-Rollenspiel und der zwölfte Haupttitel der Final-Fantasy-Serie. Das Spiel wurde vom japanischen Unternehmen Square Enix exklusiv für die Spielkonsole PlayStation 2 (kurz: PS2) entwickelt und im März 2006 in Japan veröffentlicht. In Nordamerika kam der Titel im Oktober desselben Jahres auf den Markt; die Veröffentlichung in Europa erfolgte im Februar 2007, wobei in Deutschland das Medienunternehmen Koch Media für den Vertrieb zuständig war. Unter dem Titel Final Fantasy XII: The Zodiac Age wurde eine überarbeitete HD-Version im Juli 2017 für die PlayStation 4 und im Februar 2018 für Windows veröffentlicht; im April 2019 folgten Versionen für die Nintendo Switch und die Xbox One.
Das Spiel, dessen Entwicklung etwa fünf Jahre dauerte, führte einige Neuerungen in die Serie ein. So finden in diesem Teil Kämpfe nicht mehr in einem eigenen Kampfbildschirm und in Echtzeit statt; die Kamera, die eine dreidimensionale Ansicht des Spielgeschehens zeigt, ist in alle Richtungen drehbar.
Die Handlung findet in einer fiktiven Region namens Ivalice in einer nicht weiter genannten Fantasywelt statt. Sie schildert aus Sicht des Protagonisten, des Waisenjungen Vaan, die politischen und kriegerischen Verwicklungen, in die das kleine Königreich Dalmasca und dessen Thronerbin, Prinzessin Ashe, vor dem Hintergrund eines bereits lange Zeit andauernden Krieges zwischen zwei Großmächten geraten.
Final Fantasy XII wurde von der Kritik durchweg positiv aufgenommen, wobei vor allem die Grafik und die detaillierte Darstellung der Spielwelt gelobt wurden. Das Spiel erhielt einige Preise und Auszeichnungen, für weitere war es nominiert. Auch wirtschaftlich war es mit über fünf Millionen verkauften Exemplaren für Square Enix ein Erfolg. Mit dem Echtzeit-Strategiespiel Final Fantasy XII: Revenant Wings erschien ein direkter Nachfolger für die Handheld-Konsole Nintendo DS.

## Spielprinzip
Final Fantasy XII ist ein Rollenspiel, das bedeutet, der Spieler steuert eine Gruppe von Figuren, die vor dem Hintergrund einer erdachten Spielwelt Kämpfe bestreiten und dabei eine komplexe Geschichte erleben. Wesentliches Element ist die Entwicklung der Charaktere: Nach jedem Kampf erhalten die beteiligten Gruppenmitglieder Erfahrungspunkte, die zu einem Aufstieg der Stufe führen und so eine Verbesserung von Statuswerten wie maximale Treffer- und Magiepunkte, Angriffs- und Abwehrstärke bewirken. Ein weiterer Bestandteil der Charakterentwicklung besteht darin, Waffen, Rüstungen und Accessoires der Spielfiguren immer wieder durch bessere Versionen zu ersetzen.

### Perspektive, Steuerung und Spielwelt

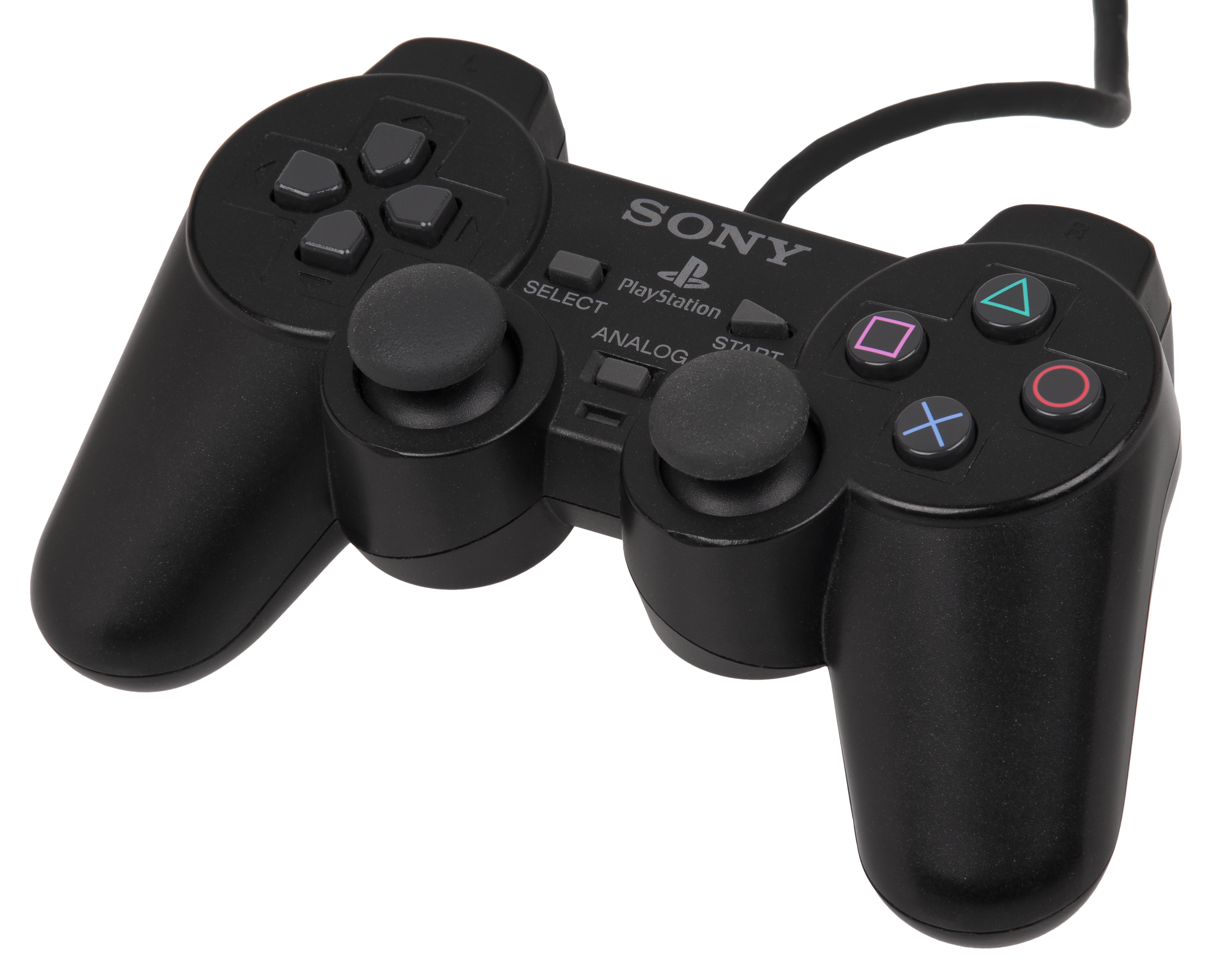
Das Spiel wird mit dem Gamepad der Konsole gesteuert

Der Spieler steuert eine seiner Figuren, den Gruppenführer, mit einem Analog-Stick des Gamepads durch eine in zahlreiche Abschnitte unterteilte Spielwelt. Dabei zeigt die Kamera die Figur von hinten in der Third-Person-Perspektive und kann mit dem anderen Analogstick frei rotiert werden. Oben rechts auf dem Spielbildschirm ist stets eine kleine Karte eingeblendet, die die nähere Umgebung der Figuren zeigt. Während eines Kampfes wird neben den Anzeigen mit den aktuellen Treffer- und Magiepunkten der Spielfiguren ein Kampfmenü eingeblendet, aus dem der Spieler Befehle auswählen kann.
Wie bei vielen Rollenspielen stellen einige Abschnitte Städte oder Siedlungen dar, in denen der Spieler bei Händlern für Spielwährung einkaufen oder mit Nicht-Spieler-Charakteren sprechen kann. Hier befinden sich keine Gegner und es finden keine Kämpfe statt. In Städten steuert der Spieler stets die Figur des Protagonisten Vaan, außerhalb kann der Gruppenführer aber jederzeit – auch während eines Kampfes – beliebig gewechselt werden, die anderen Figuren bleiben dabei stets in der Nähe des Gruppenführers. Außerhalb von Städten besteht die Spielwelt häufig aus weitläufigen Landschaften wie Wüsten, Wiesen oder Stränden. Manche Spielabschnitte fungieren als sogenannter Dungeon. In diesen oft labyrinthartig angelegten Gebieten, wie etwa Verliesen, Tempeln und dem Inneren eines Luftschiffes, besteht das Spielziel darin, sich zu einem Endgegner vorzukämpfen und diesen zu besiegen. Mitunter müssen hier auch kleine Rätsel gelöst werden, um den nächsten Abschnitt erreichen zu können. Alle Gebiete sind in unterschiedlich große Teilabschnitte unterteilt; wenn der Gruppenführer die Grenze zwischen zwei Teilabschnitten überschreitet, kommt es zu einem kurzen Ladevorgang.
An sogenannten Speicherkristallen kann der Spieler seinen Spielstand auf einer Memory Card abspeichern. Zwischen bereits bekannten Gebieten bestehen verschiedene Schnellreisemöglichkeiten, zum Beispiel Teleporterkristalle, Luftschifflinien oder ein Ritt auf Chocobos genannten, straußenähnlichen gelben Laufvögeln, die ein bekanntes wiederkehrendes Element der Final-Fantasy-Reihe sind.

### Kampf
In Gegensatz zu den vorherigen Teilen der Spieleserie finden Kämpfe nicht als Zufallskämpfe und nicht in einem eigenen Kampfbildschirm statt. Stattdessen sieht der Spieler die Gegner bereits von Weitem in den Spielabschnitten umherwandern und der Kampf beginnt übergangslos, wenn sich eine Figur aus der Gruppe des Spielers einem Gegner bis auf einen bestimmten Abstand genähert hat. Das Kampfgeschehen wird durch Visierlinien, dünne bogenförmige Linien zwischen den Figuren, verdeutlicht, deren Farbe die Art der gewählten Aktion symbolisiert. Der Spieler kann nun aus einem Kampfmenü Aktionen wie physische oder magische Angriffe oder das Benutzen von Heilungsgegenständen und -zaubern auswählen. Die Befehle werden dabei nicht rundenbasiert wie etwa in Final Fantasy X, sondern in Echtzeit ausgeführt; der Spieler kann allerdings entscheiden, ob das Kampfgeschehen pausiert werden soll, während er einen Befehl auswählt. Eine Besonderheit dieses Serienteils ist es, dass während eines Kampfes beispielsweise auch die Ausrüstung angepasst und die am Kampf beteiligten Figuren gegen andere ausgewechselt werden können. Die einzige Einschränkung ist hierbei, dass eine von einem Gegner bereits anvisierte Figur nicht aus dem Kampf genommen werden kann. Von den insgesamt sechs spielbaren Figuren können maximal drei aktiv an einem Kampf teilnehmen. Abhängig von der Handlung kommt mitunter eine als Gast bezeichnete vierte mitkämpfende Figur hinzu, die computergesteuert und ohne Einflussmöglichkeit des Spielers agiert.
Ein wichtiges Element des Kampfsystems in Final Fantasy XII ist das sogenannte Gambitsystem, mit dem der Spieler vor oder während eines Kampfes festlegen kann, in welchen Situationen eine Spielfigur bestimmte Aktionen automatisch ausführen soll. Ein Gambit ist dabei eine Kombination aus einem Ziel, das mit einer Bedingung gekoppelt sein kann, und dem auszuführenden Befehl. Beispiele für einzelne Gambits sind „Gegner im Blickfeld“ kombiniert mit „Angriff“ oder „Sich selbst, wenn die Trefferpunkte kleiner als 30 % sind“ kombiniert mit der Verwendung eines Heilungszaubers. Jeder Spielfigur können bis zu zwölf Gambits zugeordnet werden, die dann jeweils – ähnlich wie die Anweisungen bei einem Computerprogramm – automatisch von oben nach unten abgearbeitet werden. Im Idealfall können auf diese Weise auch längere Kämpfe ohne weiteres Zutun des Spielers bestritten werden. Allerdings können die Gambits einer Figur auch jederzeit abgeschaltet werden, sodass sie nur noch auf direkte Befehle des Spielers reagiert.
Ein weiteres Taktikelement sind die sogenannten Esper, mächtige dämonenartige Wesen, die im Kampf herbeigerufen werden können und dann für eine gewisse Zeitspanne an der Seite einer Spielfigur mitkämpfen. Solche Beschwörungszauber sind – unter wechselnden Bezeichnungen – ein bekanntes wiederkehrendes Element der Final-Fantasy-Reihe. In Final Fantasy XII können den Esper keine direkten Befehle erteilt werden, sondern sie kämpfen gemäß ihrer voreingestellten und nicht änderbaren Gambits. Wie die sogenannten Mysth Teks – besonders starke Spezialangriffe, die durch schnelles Tastendrücken zu Ketten kombiniert werden können – verbrauchen Esperbeschwörungen je nach Stärke ein Drittel, zwei Drittel oder alle Magiepunkte einer Spielfigur.

### Charakterentwicklung
Nach dem Kampf erhalten die beteiligten Spielfiguren Erfahrungspunkte, die zu einem Stufenaufstieg und dadurch zu einer Verbesserung der Statuswerte führen. Eine Änderung gegenüber früheren Teilen der Spielreihe besteht darin, dass Gegner im Allgemeinen kein Geld hinterlassen, sondern Gegenstände (siehe Loot), die in Läden verkauft werden können, um Spielwährung zu erhalten. Damit können dann bessere Waffen, Rüstungen und Fähigkeiten erworben und dadurch die Charaktere weiter gestärkt werden. Bessere Ausrüstungsgegenstände können auch als Belohnungen für die Erfüllung von Nebenaufgaben erhalten werden, die der Spieler als Aufträge, sogenannte Quests, in Dialogen mit Nichtspielercharakteren gestellt bekommt. Obwohl es ein Standardelement vieler Rollenspiele ist, stellt das umfangreiche Quest-System in Final Fantasy XII eine Neuerung innerhalb der Spielreihe dar. Ausrüstungsgegenstände können auch durch das Öffnen von in der Spielwelt verstreuten Schatzkisten gefunden werden. Im Gegensatz zu der Vorgängern wird allerdings das Auftauchen und der Inhalt dieser Truhen stark durch das Zufallsprinzip bestimmt.
Ein weiteres gegenüber den Vorgängern neues Element der Charakterentwicklung ist ein als Lizenzsystem bezeichnetes Konzept. Nachdem ein Gegner besiegt ist, hinterlässt dieser einen oder mehrere Lizenzpunkte, die auf einem speziellen Spielbrett, dem Lizenzbrett, ausgegeben werden können. In dieser großen, schachbrettartigen Anordnung von Lizenzfeldern können Lizenzen erworben werden, wobei stets nur Felder zur Verfügung stehen, die an ein bereits aufgedecktes Feld grenzen. Eine Spielfigur kann erworbene Ausrüstungsgegenstände oder Fähigkeiten erst dann verwenden, wenn auf diese Weise auch die entsprechende Lizenz dafür freigeschaltet wurde. Das Lizenzbrett ist für alle Figuren dasselbe, allerdings beginnen sie auf unterschiedlichen Startfeldern. Von 2017 bis 2019 wurden für Playstation 2, Windows, Nintendo Switch und Xbox One die Version 'FFXII – The Zodiac Age' veröffentlicht. Das Lizenzbrett wurde durch die Auswahl von zwei sog. 'Jobs' bzw. 'Berufen' veruneinheitlicht, sprich: die Charaktere können nur zwei Bereiche des Lizenzbretts freischalten. Dadurch wurden sie v. a. im Endgame interessanter, da sie bis dahin alle Klone waren, die sich alle mit denselben besten Waffen und Rüstungen ausrüsten ließen. Dies wurde durch die Spezialisierung unterbunden. Beispielsweise war ein Magier fähig die mächtigsten Zauber zu benutzen und gleichzeitig die besten Rüstungen zu tragen. Auch die schwersten, die jetzt nur mehr den physisch Kämpfenden 'Jobs' zugänglich sind.

## Handlung

### Hintergrundwelt
Die Handlung von Final Fantasy XII findet in der Region Ivalice statt, die sich über drei Kontinente einer fiktiven Welt erstreckt und entsprechend unterschiedliche Klima- und Vegetationszonen umfasst. Politisch wird Ivalice durch zwei Großmächte beherrscht, Rozarria im Westen und Archadia im Osten, die sich bereits lange Zeit miteinander im Kriegszustand befinden. Insbesondere Archadia betreibt unter dem Haus Solidor eine relativ aggressive Expansionspolitik und greift zu Beginn des Spiels die beiden kleinen Königreiche Nabradia und Dalmasca an, die als Pufferstaaten zwischen den beiden Imperien liegen.
Die Bevölkerung von Ivalice besteht zum Großteil aus Menschen, im Spiel auch Hume genannt, allerdings existieren in der Spielwelt auch zahlreiche nichtmenschliche Rassen. Einen relativ großen Anteil an der Gesamtbevölkerung haben beispielsweise die echsenartigen Bangaa und die schweineartigen Seek. Fran, die einzige der sechs spielbaren Hauptfiguren, die kein Mensch ist, gehört einer humanoiden Rasse namens Viera an, deren Hauptmerkmal lange hasenartige Ohren sind.
Ein wichtiges Konzept in der Spielwelt ist das sogenannte Mysth, ein normalerweise unsichtbarer, in höheren Konzentrationen jedoch als farbiger Nebel erscheinender fiktiver Stoff, der die Quelle für die in Ivalice weit verbreiteten magischen Fähigkeiten ist. Mysth sammelt sich in einem speziellen Gestein, dem Maginit, das unter anderem als Antriebstoff für Luftschiffe dient. Diese stellen die wichtigste Transportmöglichkeit für Personen und Waren in Ivalice dar; allerdings ist auch Luftpiraterie weit verbreitet. Zentral für die Handlung sind zudem spezielle, als natürliche Nethizite bezeichnete Maginitsteine, von denen zu Spielbeginn nur drei auf der ganzen Welt existieren. In ihnen ist so viel Mysth-Energie gespeichert, dass sie mächtige Waffen darstellen, die in der Lage sind, ganze Städte zu zerstören.

### Geschichte
In Rabanastre, der Hauptstadt des kleinen Königreichs Dalmasca, findet die Hochzeit von Prinzessin Ashelia B’nargin Dalmasca, genannt Ashe, Tochter von König Raminas von Dalmasca, und Prinz Rasler aus dem befreundeten Nachbarreich Nabradia statt. Die Feierlichkeiten werden jedoch kurz darauf von der Nachricht unterbrochen, dass die Großmacht Archadia Nabradia überfallen hat und annektieren will. Nachdem Prinz Rasler in der entscheidenden Schlacht gefallen ist, unterwerfen die archadischen Truppen nicht nur Nabradia, sondern auch Dalmasca. Bei der Unterzeichnung des Kapitulationsvertrages durch König Raminas sind auch der junge dalmascanische Soldat Reks und sein Hauptmann Basch von Ronsenburg anwesend, um Raminas zu schützen. Doch kurz darauf findet Reks seinen König tot vor, ermordet – so hat es für ihn den Anschein – in einem Staatsstreich durch Hauptmann Basch, der schließlich auch Reks ersticht, um einen Zeugen zu beseitigen. Der mit Raminas befreundete Marquis Halim Ondore verkündet, dass Basch wegen Hochverrats hingerichtet worden sei und dass sich Prinzessin Ashe aus Trauer über den Verlust ihres Ehemanns und ihres Vaters das Leben genommen habe. Dalmasca muss bedingungslos kapitulieren.
Zwei Jahre später: Vayne Solidor, Sohn von Kaiser Gramis von Archadia, trifft in Rabanastre ein, um in einer offiziellen Zeremonie das Amt als Konsul von Dalmasca anzutreten. Mit einer charismatischen Rede gelingt es ihm, die Bewohner, die ihm zuvor blanken Hass entgegenbrachten, zu einem großen Teil umzustimmen; allerdings nicht bei dem Straßenjungen Vaan und dessen Freundin Penelo, eine der zahlreichen Kriegswaisen in Rabanastre. Vaan, der mit dem Tod seines Bruders Reks seinen letzten Familienangehörigen verloren hat, schlägt sich nun mit Taschendiebstählen durch und träumt davon, ein Luftpirat mit einem eigenen Schiff zu sein. Obwohl Penelo ihn davon abbringen will, führt Vaan seinen Plan aus, die Nacht der Feierlichkeiten auszunutzen, um sich in den Palast von Rabanastre einzuschleichen und dort Schätze für das dalmascanische Volk zurückzustehlen. Tatsächlich gelingt es ihm, in der Schatzkammer einen wertvollen Edelstein zu entwenden; er wird dort aber von dem Luftpiraten Balthier und dessen Partnerin Fran überrascht, die ebenfalls das Juwel stehlen wollten. Bevor sie sich einigen können, geraten die drei in einen Aufstand dalmascanischer Widerstandskämpfer, der jedoch von imperialen Einheiten niedergeschlagen wird. Auf ihrer Flucht durch die Kanalisation begegnen sie der jungen Anführerin des Widerstands, die sich Amalia nennt, werden jedoch bald darauf von archadischen Truppen gestellt und getrennt von Amalia in ein Verlies verbracht. Dort treffen sie auf Basch, der aus politischem Kalkül doch nicht hingerichtet wurde. Auf der Flucht aus dem Verlies gelingt es Basch, den alle für einen Mörder und Landesverräter halten, nach und nach, die anderen zu überzeugen, dass er unschuldig ist: Nicht er, sondern sein Zwillingsbruder Gabranth, der in der archadischen Führung das hohe Amt eines Richters bekleidet, hat damals König Raminas und Vaans Bruder Reks getötet.
Zurück in Rabanastre findet Vaan heraus, dass inzwischen Penelo von Kopfgeldjägern, die hinter Balthier her sind, entführt worden ist. Die Gruppe reist deshalb mit Balthiers Luftschiff, der Strahl, in die schwebende Stadt Bhujerba, wo sich zurzeit auch Vertreter Archadias wegen wirtschaftlichen und politischen Verhandlungen mit der neutralen Stadt befinden. Bhujerbas Oberhaupt, Marquis Ondore, der zum Schein mit dem archadischen Imperium zusammenarbeitet, in Wirklichkeit aber den Widerstand unterstützt, ermöglicht es den Gefährten auf ein archadisches Schlachtschiff, die Leviathan, zu gelangen. Dort treffen sie wieder mit Penelo, die ihren Entführern entkommen ist, und mit Amalia zusammen. Es stellt sich heraus, dass Amalia in Wirklichkeit Prinzessin Ashe ist, deren Suizid nur vorgetäuscht war und die in den vergangenen zwei Jahren den dalmascanischen Widerstand organisiert hat. Sie hat jedoch keinen Beweis ihrer königlichen Abstammung und benötigt für eine Krönung ein Insigne. Traditionell ist das der sogenannte Abend-Splitter, der Stein – ein Nethizit –, den Vaan gestohlen und die ganze Zeit bei sich getragen hat, der ihm aber jetzt auf der Leviathan vom imperialen Richter Ghis abgenommen und nach Archadia verbracht wird. Nach dem Sieg über Ghis kann die Gruppe aus dem Luftschiff fliehen. Ashe bricht zunächst alleine auf, um in der Grabstätte eines legendären Vorfahren den Morgen-Splitter, ebenfalls ein Nethizit, der ihre Abstammung beweisen würde, an sich zu bringen. Nach einigen Verwicklungen verliert der Morgen-Splitter in einer gewaltigen Explosion, bei der die Leviathan zerstört und Richter Ghis getötet wird, jedoch seine innewohnende Mysth-Energie.
Inzwischen versuchen nicht nur Marquis Ondore, sondern auch Larsa Solidor, Vayne Solidors erst zwölfjähriger Bruder, der jedoch im Gegensatz zu diesem einen weiteren Krieg unbedingt verhindern will, eine friedliche Lösung der Konflikte in Ivalice zu erreichen. Mit großem diplomatischen und politischen Geschick gelingt es ihm beinahe, eine Einigung herbeizuführen, bei der der bereits lange andauernde Krieg zwischen Archadia und der anderen Großmacht in Ivalice, Rozarria, beendet und dafür im Gegenzug Ashe zur Königin von Dalmasca gekrönt würde. Diese Hoffnung wird jedoch zunichtegemacht, als Vayne seinen Vater, Kaiser Gramis, vergiftet, den Mord wie ein Komplott des archadischen Senats aussehen lässt und auf diese Weise politisch und militärisch freie Hand bekommt.
Ashe sucht das Kirchenoberhaupt Gran Kiltias Anastasis auf, um ihr Recht auf den Thron legitimieren zu lassen. Von ihm erhält sie Zugang zu dem legendären Schwert der Könige, das Nethizit zerstören kann. Die Gruppe begibt sich damit auf die Reise in die archadische Hauptstadt Archadis, wo sie mit dem Wissenschaftler Doktor Cid konfrontiert wird, der für die Waffen- und Luftschiffproduktion in Archadia zuständig ist und sich als Balthiers Vater herausstellt. Cid ist nahezu besessen von der Nethizit-Forschung und steht unter dem Einfluss von Venat, einem der fast gottgleichen Wesen namens Occuria. Es kommt zum Kampf mit Cid, aber der Wissenschaftler kann fliehen. In der antiken Stadt Giruvegan offenbaren sich die Occuria auch Ashe und überreichen ihr das Schwert des Paktes. Mit diesem soll sie Nethizite aus dem sogenannten Sonnen-Gespinst schneiden, der Quelle alles natürlichen Nethizits. Auf dem gefahrvollen Weg zum Sonnen-Gespinst steht Ashe vor der Entscheidung, ob sie den Occuria folgen und mit den mächtigen Nethiziten Rache am archadischen Imperium nehmen soll – oder mit dem Schwert der Könige das Sonnen-Gespinst und damit alles Nethizit auf der Welt zerstören soll. Dort angekommen wählt sie Letzteres; die Gruppe wird jedoch von Doktor Cid überrascht, der zwar den Kampf verliert und daraufhin stirbt, aber zuvor noch so viel Mysth-Energie aus dem Sonnen-Gespinst freisetzen kann, dass sein großes Projekt, die Luftfeste Bahamut, ein gewaltiges neuartiges Schlachtschiff, einsatzbereit wird.

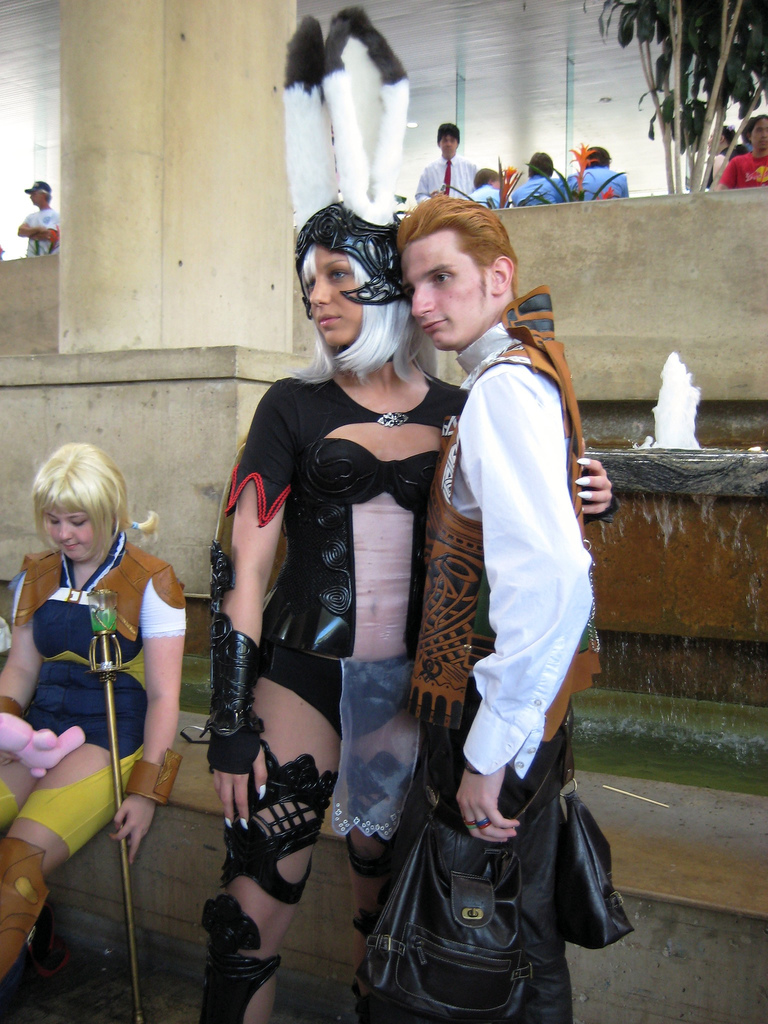
Cosplayer verkleidet als Penelo (sitzend), Fran und Balthier

Die entscheidende Schlacht zwischen den Widerstandsgruppen unter Führung von Marquis Ondore und dem archadischen Imperium findet im Luftraum über Rabanastre statt, wo Vayne die Bahamut in Stellung bringt. Ashe und ihren Freunden gelingt es jedoch, mit der Strahl das Schlachtschiff zu infiltrieren. Basch überzeugt dort seinen Bruder Gabranth schließlich doch noch, sich dem Widerstand anzuschließen. Die Gruppe kann bis zu Vayne vordringen und ihn zusammen mit dem göttlichen Venat, unter dessen Einfluss Vayne nach Doktor Cids Tod gestanden hat, in einem Endkampf besiegen und töten. Gabranth stirbt in den Armen von Basch, Ashe erklärt den Krieg für beendet und Larsa übernimmt die Führung der archadischen Truppen. Als die Gruppe aus der durch eine Explosion beschädigten Bahamut flieht, bleiben Balthier und Fran zurück und können in letzter Sekunde verhindern, dass das Schlachtschiff auf die Stadt stürzt.
Ein Jahr später steht die Krönung von Ashe zur Königin von Dalmasca kurz bevor. Larsa setzt sich zusammen mit Basch, der Gabranths Stelle als Richter eingenommen hat, weiter für den Friedensprozess im kriegszerrütteten Ivalice ein. Balthier und Fran, die nach dem Absturz für tot gehalten wurden, leben noch, wie sich herausstellt, als die beiden ihr Luftschiff Strahl von Vaan und Penelo „stehlen“.

## Entwicklung

### Überblick

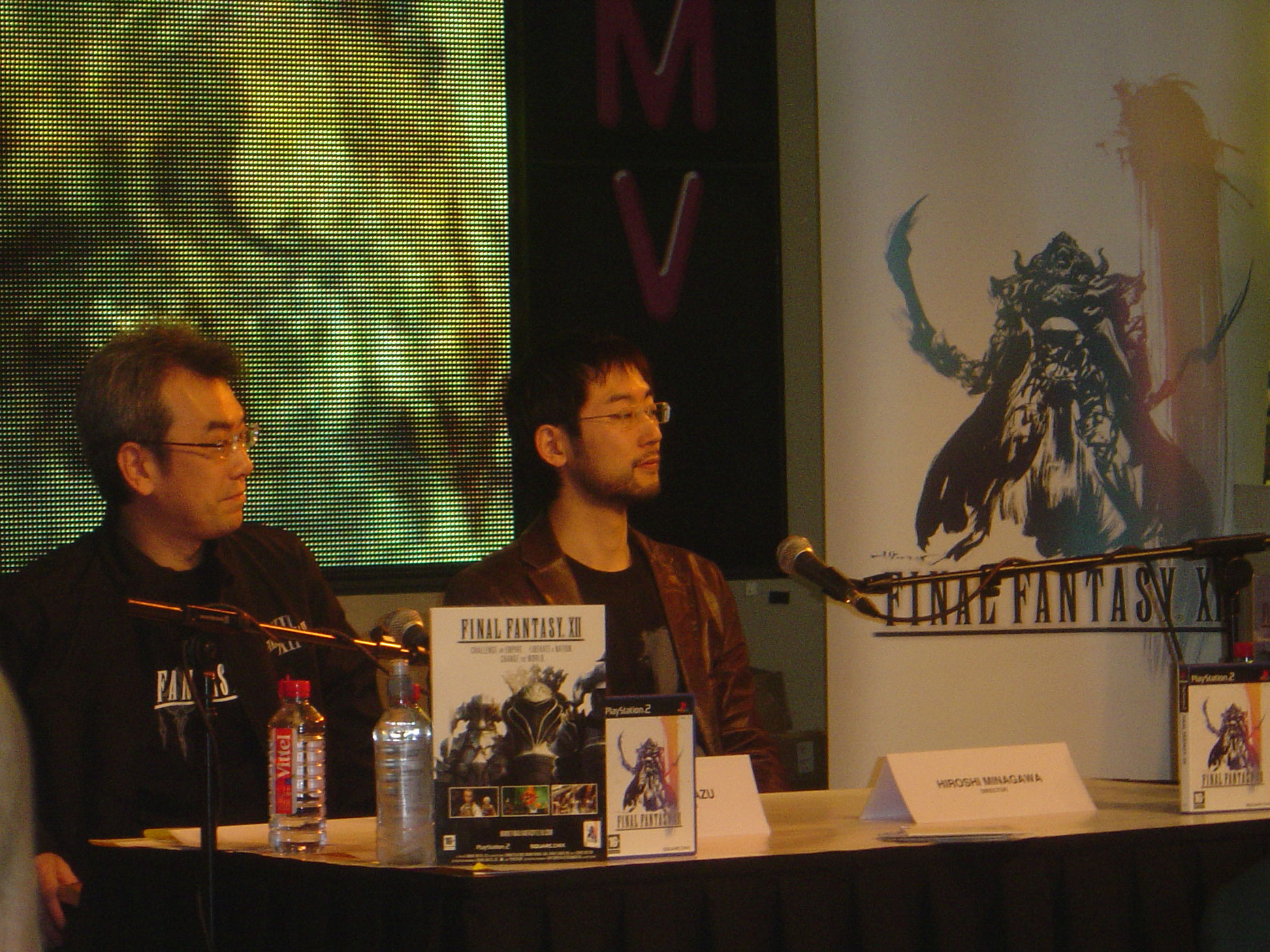
Produzent Akitoshi Kawazu und Entwickler Hiroshi Minagawa bei einer Vorstellung des Spiels zur Markteinführung

Die Entwicklung von Final Fantasy XII begann 2001 unter der Leitung der japanischen Videospieldesigner und -produzenten Yasumi Matsuno und Hiroyuki Itō. Matsuno hatte bereits bei der Entwicklung des Action-Rollenspiels Vagrant Story (2000) und zuvor bei dem Taktik-Rollenspiel Final Fantasy Tactics (1997) die leitende Rolle eines Directors inne. In beiden Spielen wird wie in Final Fantasy XII das von Matsuno entworfene Ivalice als Hintergrundwelt verwendet. Itō war bereits bei einigen Spielen aus der Final-Fantasy-Reihe leitender Entwickler des Kampfsystems und war Director von Final Fantasy IX (2000). Matsuno musste während der Entwicklungsphase seine Tätigkeit aus gesundheitlichen Gründen einschränken. An seine Stelle trat Mitte 2005 Hiroshi Minagawa, der zuvor bereits als Art Director mit Matsuno bei der Entwicklung von Vagrant Story zusammengearbeitet hatte. Executive Producer des Spiels war Akitoshi Kawazu, der unter anderem als Director oder leitender Entwickler der – zu einem großen Teil nicht in Europa veröffentlichten – SaGa-Rollenspielreihe von Square/Square Enix mit den Teilreihen Final Fantasy Legend, Romancing SaGa und SaGa Frontier bekannt ist.
Der geplante Veröffentlichungstermin des Spiels musste mehrfach nach hinten verschoben werden, sodass die gesamte Entwicklungszeit etwa fünf Jahre in Anspruch nahm.
Im Jahr 2004 waren in der Abteilung bei Square Enix, die für die Entwicklung von Final Fantasy XII zuständig war, etwa 100 Personen angestellt.

### Design-Entscheidungen

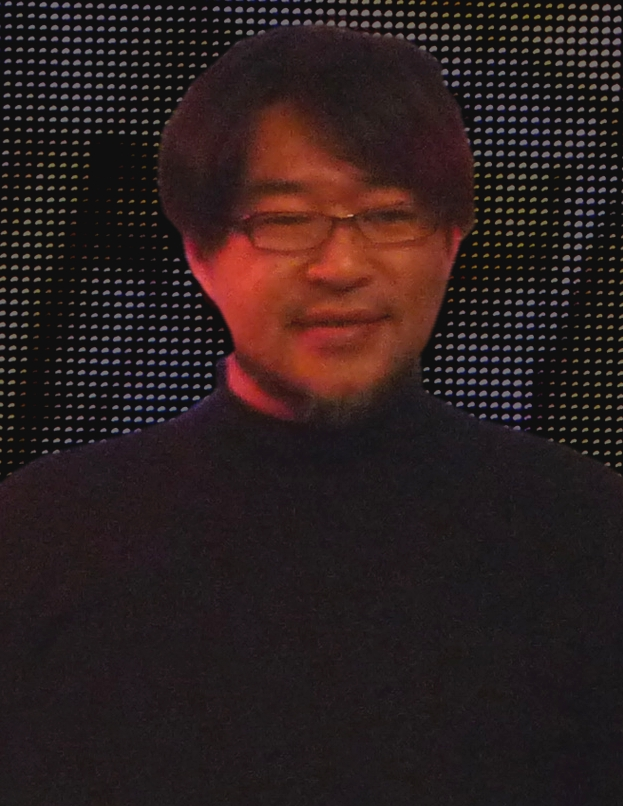
Artdirector Isamu Kamikokuryo

In einer rückblickenden Analyse erklärte einer der Entwickler, dass aufgrund der hohen Ansprüche in Bezug auf Innovation, Qualität und Umfang, die an Final-Fantasy-Spiele gestellt würden, diese zwangsläufig eine lange Entwicklungsphase haben. Das berge allerdings die Gefahr, dass ein Spiel bei seiner Veröffentlichung bereits technisch veraltet sei. Um dies zu verhindern, lege man den Schwerpunkt auf die künstlerische Gestaltung. Etwa 70 Prozent aller Ressourcen widme das Team diesem Aspekt, während auf die Entwicklung des Spielprinzips und auf die Technik nur 20 bzw. 10 Prozent entfielen.
Für das Design der Spielwelt ließ sich das Entwicklerteam von einer Mixtur mittelalterlicher Regionen des Mittelmeerraums inspirieren, was sich nicht nur in der Architektur der Gebäude zeige, sondern auch in einem vielsprachigen Völkergemisch – im Spiel als Fantasy-Rassen dargestellt – und den damit zusammenhängenden rassistischen Vorurteilen. Ein Teil des Teams aus der Grafik- und Design-Abteilung reiste beispielsweise in die Türkei, um dort Inspirationen zu erhalten. Weitere Einflussquellen waren der arabische und der indische Kulturkreis; so werden in einer Stadt in der Spielwelt einige Wörter aus der altindischen Sprache Sanskrit verwendet. In einigen Besprechungen des Spiels wurden Vergleiche zwischen der Spielwelt von Final Fantasy XII und dem Star-Wars-Universum gezogen. Ein Entwickler betonte jedoch, dass Star Wars keinen großen Einfluss auf das Design hatte.
Ursprünglich planten die Entwickler die Figur Basch, einen Mann mittleren Alters wie die Hauptfigur in Vagrant Story, als Protagonisten des Spiels einzusetzen. Aufgrund des gesamten Szenarios und der Demografie der Zielgruppe entschied sich das Team mit Vaan jedoch für einen jungen, androgynen Hauptcharakter um (vgl. auch Bishōnen). In einem Interview erklärte der Charakterdesigner Akihiko Yoshida, dass Vaans Figur bis zum Einsatz des Motion Capturings und der Synchronisation sogar noch effeminiertere Züge hatte. Beim Aussehen der sechs Hauptfiguren achteten die Designer darauf, dass sich diese von den Nichtspielercharakteren und untereinander einfach optisch unterscheiden lassen. Da der Spieler seine Figuren meist von hinten sieht, begann Yoshida bei diesen im Gegensatz zu den übrigen Figuren mit dem Entwurf der Rückansicht. Auf die Frage, warum die Figuren so spärlich bekleidet seien, antwortete Yoshida in einem Interview, dass in Dalmasca ein heißes Klima vorherrsche und deshalb mehr Haut zu sehen sei.

### Technik
Für die Umsetzung des Spielprinzips war laut Programming Supervisor Taku Murata von Anfang an als wichtigste Innovation der nahtlose Übergang in das Kampfsystem vorgesehen. Dabei sei jedoch darauf geachtet worden, Spieler, die an das alte befehlsbasierte System gewöhnt seien oder mit actionlastigen Spielen nicht gut zurechtkämen, nicht zu verprellen.
Bei der technischen Realisierung wurden neben kommerzieller Standardsoftware wie Maya, Softimage oder Photoshop auch zahlreiche eigens für das Spiel entwickelte Dienstprogramme (Tools) eingesetzt. Unter anderem waren das Tools für das dynamische Hinzufügen von Texturen und für die Darstellung von 2D-Material in Partikeleffekten, ein Partikeleditor für Effekte wie Magie oder Staub sowie ein Programm zur Kompression der Bewegung der Charaktere. Die wichtigste Errungenschaft sei dabei gewesen, Spielinhalte schon während der Entwicklung auf der PS2 darstellen zu können. Laut Director Minagawa habe dennoch der Übergang zum nahtlosen Kampfsystem das Team vor zahlreiche Probleme gestellt und dadurch den Entwicklungsprozess deutlich verlängert. Dabei seien Einschränkungen durch die begrenzte Leistungsfähigkeit der PS2 häufig eine große Hürde gewesen.

### Musik

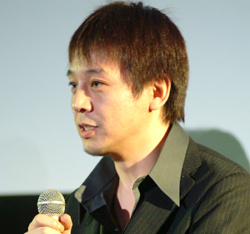
Komponist Hitoshi Sakimoto

Den größten Teil der Musik in Final Fantasy XII schrieb der japanische Videospielkomponist Hitoshi Sakimoto, der unter anderem bereits den Soundtrack zu Vagrant Story komponiert hatte; einige weitere Musikstücke steuerten Masaharu Iwata und Hayato Matsuo bei. Das einzige Gesangsstück im Spiel, Kiss Me Good-Bye, wurde von Nobuo Uematsu, dem Komponisten der Musik aller vorhergehenden Teile der Final-Fantasy-Hauptreihe, geschrieben. Die Sängerin dieser Pop-Ballade, die die Schlussszenen des Spiels untermalt, ist die japanisch- und italienischstämmige Singer-Songwriterin Angela Aki. Ein als „Mini-Sinfonie“ bezeichnetes etwa neunminütiges Stück mit dem Titel Symphonic Poem “Hope”, das die Credits des Spiels unterlegt, wurde zusammen mit Yuji Toriyama von dem Komponisten und Violinisten Taro Hakase geschrieben, arrangiert und gespielt.
Der vollständige Soundtrack wurde unter dem Titel Final Fantasy XII Original Soundtrack Ende Mai 2006 veröffentlicht. Er umfasst 100 Stücke auf vier CDs mit einer Gesamtspieldauer von 4:54:34. Eine Kompilation mit dem Titel Selections from Final Fantasy XII Original Soundtrack mit 31 ausgewählten Stücken kam Ende Oktober desselben Jahres zusammen mit der Veröffentlichung des Spiels in Nordamerika heraus. Im November 2012 veröffentlichte Square Enix das Album Piano Collections Final Fantasy XII, das 13 Tracks aus dem Spiel als Klavierstücke enthält, arrangiert und eingespielt von Casey Ormond.

### Lokalisierung und Synchronisation

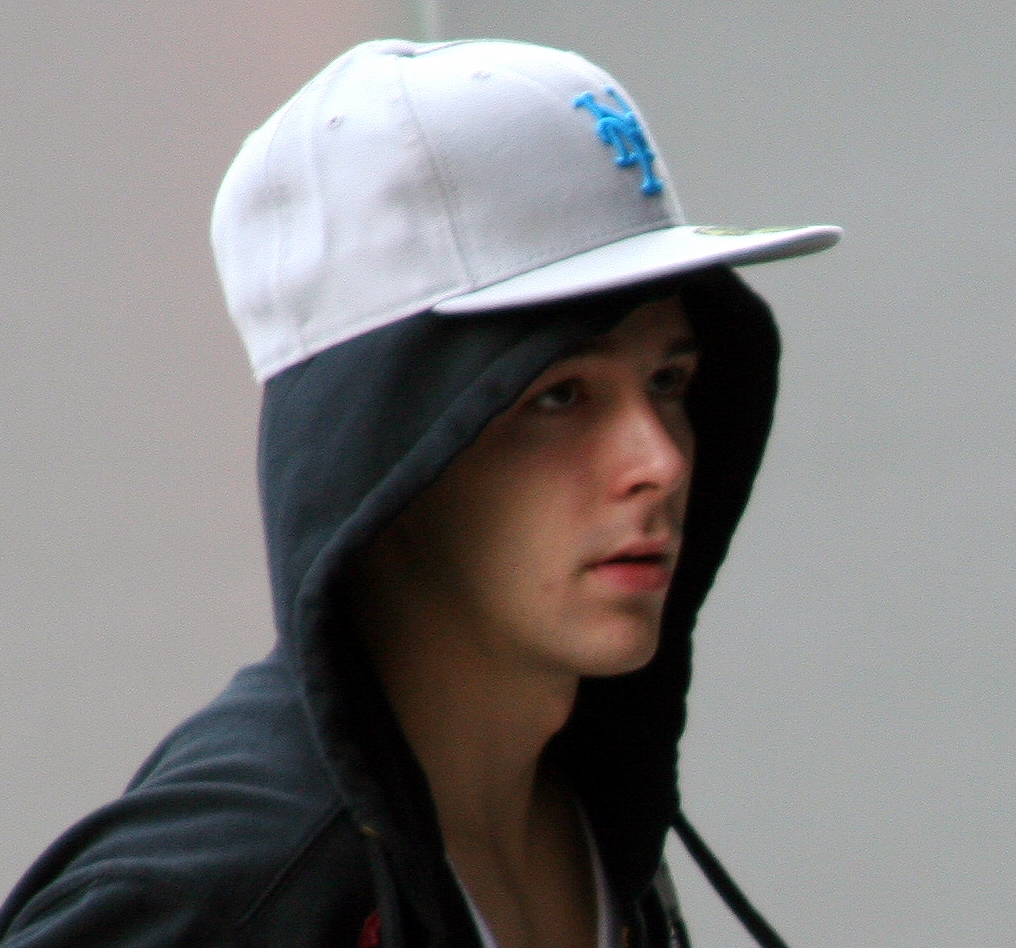
Bobby Edner, der englische Synchronsprecher des Protagonisten Vaan

Von der technischen Seite wurde bei der Lokalisierung für die Veröffentlichung außerhalb Japans eine zusätzliche Grafikdarstellung im 16:9-Bildschirmformat hinzugefügt. Außerdem fügten die Entwickler einige Szenen, die in Japan aus „politischen Gründen“ und, um dort eine Jugendschutzeinstufung „ohne Alterseinschränkung“ zu erreichen, aus dem Spiel entfernt wurden, in der lokalisierten Fassung wieder ein. Hierbei handelt es sich beispielsweise um eine Szene, in der ein gefesseltes junges Mädchen von seinen Entführern bedroht wird.
Als Produzent und leitender Übersetzer für die englischsprachige Version des Spiels fungierte der amerikanische Übersetzer und Autor Alexander O. Smith. Typisch für Smiths Stil ist der Einsatz von formeller Sprache bis hin zu Archaismen bei einigen Figuren, was dazu führte, dass der Sprachstil in Final Fantasy XII in einigen Publikationen als „shakespearesch“ beschrieben wurde. Bei der sprachlichen Charakterisierung der Figuren wurden unterschiedliche englische Dialekte oder beispielsweise Englisch mit indischem oder italienischem Akzent verwendet. Für die einer nichtmenschlichen Fantasy-Rasse angehörige Hauptfigur Fran wurde ein isländischer Akzent gewählt; die Antagonisten des „bösen Imperiums“ sprechen wie in den Star-Wars-Filmen Britisches Englisch.
Die folgende Tabelle gibt eine Übersicht über die spielbaren Hauptfiguren und deren japanische beziehungsweise englische Synchronsprecher. Insgesamt waren an der englischen Synchronisation 37 Sprecher, teilweise in mehr als einer Rolle, beteiligt, darunter zum Beispiel Nolan North, Phil LaMarr und Michael E. Rodgers. Für die umfangreichen Synchronarbeiten wurde wie bereits in Final Fantasy X das ADR-Verfahren eingesetzt.
| Charakter                                 | Japanischer Sprecher | Englischer Sprecher | Rolle                                                |
| ----------------------------------------- | -------------------- | ------------------- | ---------------------------------------------------- |
| Vaan                                      | Kōhei Takeda         | Bobby Edner         | Protagonist des Spiels, ein Waisenjunge              |
| Penelo                                    | Yuna Mikuni          | Catherine Taber     | Vaans Freundin, eine Kriegswaise                     |
| Ashelia B’nargin Dalmasca, genannt „Ashe“ | Mie Sonozaki         | Kari Wahlgren       | Thronerbin von Dalmasca                              |
| Basch von Ronsenburg                      | Rikiya Koyama        | Keith Ferguson      | ein Ritter und Hauptmann der dalmascanischen Truppen |
| Balthier                                  | Hiroaki Hirata       | Gideon Emery        | ein Luftpirat                                        |
| Fran                                      | Rika Fukami          | Nicole Fantl        | Balthiers Partnerin                                  |

## Veröffentlichung

### Ankündigungen und Termine
Ende Juli 2005 gab Square Enix den endgültigen Termin für die Veröffentlichung von Final Fantasy XII in Japan bekannt, die am 16. März 2006 erfolgte. Der Termin für die Markteinführung in Nordamerika am 31. Oktober 2006 wurde Ende Juni desselben Jahres bekannt gegeben. In den meisten europäischen Ländern erschien das Spiel am 23. Februar 2007, also fast ein Jahr nach der Erstveröffentlichung. In Deutschland war das Medienunternehmen Koch Media für Veröffentlichung und Vertrieb zuständig.

### Vermarktung

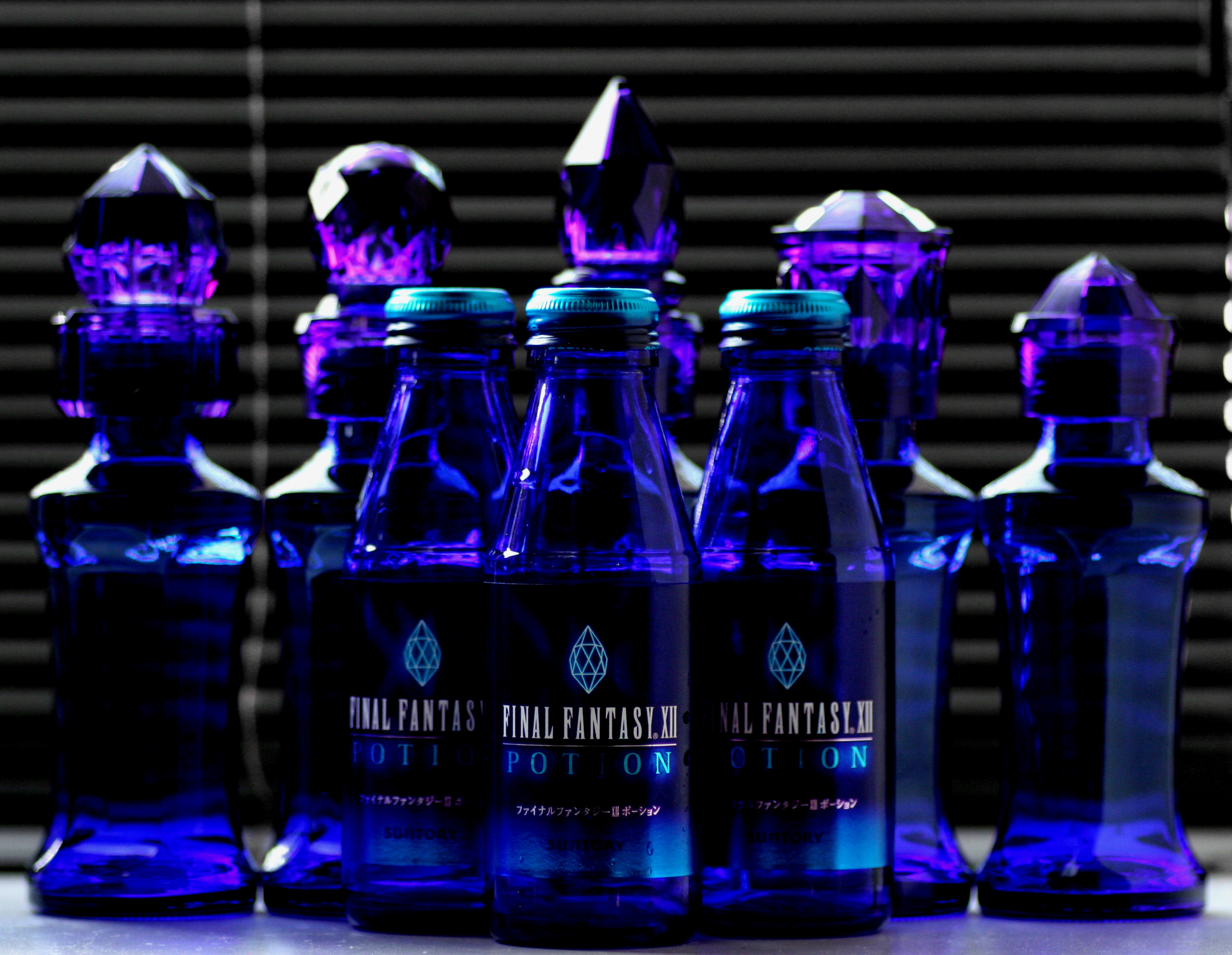
Flaschen mit Final Fantasy XII Potion

In Japan erschien Final Fantasy XII auch als Bundle zusammen mit einer schwarzen Play-Station-2-Konsole, auf der ein Symbol aus dem Spiel eingeprägt war, in einer speziellen Design-Verpackung. Zudem wurde ein Album mit dem Titel The Best of Final Fantasy XII mit elf Musikstücken aus dem Spiel am Tag vor der Veröffentlichung nur für diesen einen Tag zum Download bei iTunes freigeschaltet. Als weitere Werbeaktion zur Markteinführung in Japan bot der japanische Getränkehersteller Suntory ein spezielles Kräuter-Erfrischungsgetränk mit dem Namen Final Fantasy XII Potion in blauen Designer-Flaschen zum Verkauf an. „Potion“, das englische Wort für „Zaubertrank“, ist die im Spiel verwendete Bezeichnung für einen Standardheiltrank.
Im November 2005 wurde für den nordamerikanischen Markt eine spielbare Demo-Version von Final Fantasy XII veröffentlicht, die dem Rollenspiel Dragon Quest VIII: Journey of the Cursed King beilag. Vor der US-Veröffentlichung veranstaltete Square Enix einen Cosplay-Wettbewerb, bei dem die Teilnehmer Fotos von sich verkleidet als Figuren aus dem Spiel einsenden und eine Reise nach New York zum sogenannten Final Fantasy XII Gamer’s Day, einer großen Werbeveranstaltung zum Verkaufsstart, gewinnen konnten. Ein ähnlicher Wettbewerb fand vor der Europa-Veröffentlichung statt. Zur Veröffentlichung in Nordamerika kam neben der Standardversion des Spiels auch eine Collector’s Edition auf den Markt. Diese Sammlerausgabe enthält in einer speziellen Verpackung neben dem Originalspiel eine weitere PS2-Disk mit Entwicklerinterviews, Trailern, Artwork und einer Dokumentation zur Geschichte der Final-Fantasy-Reihe. Anfang 2007 brachte Square Enix Action-Figuren der Spielcharaktere Vaan, Ashe, Balthier und Richter Gabranth heraus.

### Verkaufserfolg
Innerhalb einer Woche nach der Veröffentlichung in Japan konnten dort mehr als 1,76 Millionen Exemplare des Spiels verkauft werden, etwa genauso viele wie beim Verkaufsstart von Final Fantasy X. Das Erscheinen von Final Fantasy XII führte in Japan zudem zu einer Verdreifachung der Absatzzahlen von PS2-Konsolen. In einem im Mai 2006 veröffentlichten Finanzbericht führte Square Enix die im vergangenen Geschäftsjahr erzielte Gewinnsteigerung von 14 Prozent auch auf den Verkaufserfolg des Spiels zurück. In Nordamerika konnten in der Veröffentlichungswoche ca. 1,5 Millionen Exemplare abgesetzt werden, was laut Square Enix dort einen Verkaufsrekord für das Unternehmen darstellte. Insgesamt wurden nach Angaben von Square Enix bis Ende März 2007 mehr als 5,2 Millionen Einheiten an die Händler ausgeliefert. Der Titel belegte damit den vierten Platz der im Jahr 2006 meistverkauften PS2-Spiele. Die Website VG Chartz schätzt die Anzahl der bisher (Stand Februar 2015) weltweit verkauften Exemplare auf 5,95 Millionen.

### Final Fantasy XII International Zodiac Job System
Bei Computerspielen, die zuerst in Japan nur in japanischer Sprache veröffentlicht werden, wird häufig die englischsprachige Lokalisierung später als sogenannte International Version dort wieder aufgelegt. Dabei werden mitunter weitere Zusatzinhalte in das Spiel aufgenommen. Auch Final Fantasy XII wurde am 9. August 2007 unter dem Titel Final Fantasy XII International Zodiac Job System mit zahlreichen Neuerungen in Japan wiederveröffentlicht. Neben der englischen Synchronisation mit japanischen Untertiteln und dem zusätzlichen 16:9-Bildformat ist die größte Änderung am Spielprinzip in dieser Version, dass nicht nur ein einziges Lizenzbrett zur Entwicklung der Charaktere verwendet wird, sondern dass der Spieler die Auswahl unter zwölf verschiedenen Lizenzbrettern hat, die er den Figuren zuordnen kann. Auf diese Weise kann er seine Charaktere spezialisieren und ihnen verschiedene Rollen („Jobs“) wie beispielsweise „Ritter“, „Schwarzmagier“ oder „Bogenschütze“ zuteilen. Außerdem können in der International Version den mit der Spielergruppe mitkämpfenden Gästen Befehle erteilt werden und es ist möglich, auf Tastendruck die Geschwindigkeit, mit der das Spielgeschehen abläuft, zu verdoppeln.
Im Juli 2017 veröffentlichte Sony Interactive Entertainment eine überarbeitete HD-Version von Final Fantasy XII International Zodiac Job System unter dem Titel Final Fantasy XII: The Zodiac Age für die PlayStation 4 und im Februar 2018 für Windows. Ende April 2019 erschien der Titel erstmals für Xbox One und Nintendo Switch.

## Rezeption

### Kritiken

#### Metawertungen
Final Fantasy XII wurde von der Kritik fast durchweg positiv bis sehr positiv beurteilt: Laut Metacritic, einer Website für Medienbewertungen, erzielt das Spiel 92 %, bei GameRankings, einem anderen Aggregator-Dienst, beträgt der Wertungsschnitt 90,77 %. Es ist der erste Teil der Final-Fantasy-Reihe und zugleich das erste PS2-Spiel, das von der renommierten japanischen Fachzeitschrift Famitsu die Höchstwertung 40 von 40 Punkten erhielt. In den vier Einzelbewertungen, die zu diesem Gesamtergebnis führten, lobten die Rezensenten besonders die Grafik, das Szenario sowie das Spielsystem und hoben die erfrischenden Neuerungen hervor, die das Spiel in die Serie einbringe.

#### Bewertungen in Magazinen
Jeremy Dunham vom Onlinemagazin IGN lobte vor allem die Präsentation, die mit sehr kurzen Ladezeiten eine gigantische, voll realisierte Spielwelt zur Verfügung stelle und zudem eine der besten Handlungen aller Spiele dieses Jahres erzähle. Das Spielprinzip mit Gambit-System und Lizenzbrett zusammen mit der Gegner-KI biete sowohl Spaß als auch Herausforderungen. Die Grafik sei in jedem Sinne eine technische Bestleistung auf der PS2. Außerdem lobte Dunham die Leistung der Synchronsprecher.
Zu ähnlichen Beurteilungen kam auch Jens Bischoff vom deutschen Computerspielmagazin 4Players. Er betonte zudem die große spielerische Freiheit durch die Abkehr vom traditionellen Kampfsystem der Reihe mit Zufallsgegnern und rundenbasierten Kämpfen in einem abgetrennten Kampfbildschirm hin zu einer Struktur, die auf dem Rollenspiel Star Wars: Knights of the Old Republic aufbaue. Allerdings könnten die Freiheiten im Kampfsystem und bei der Charakterentwicklung auch zu Brüchen in der Spielbalance führen. Die Handlung halte zwar die meiste Zeit ein solides Spannungsniveau, könne aber nicht mit echten Höhepunkten aufwarten. Das Charakterdesign schwanke zwischen hervorragend (Figur des Balthier) und belanglos (Penelo).
Shane Bettenhausen lobte im Onlinemagazin 1Up.com vor allem das Design und die grafische Darstellung der Spielwelt, die dem Spieler ein Gefühl für realistische Größenverhältnisse vermittle wie noch kein Einzelspielertitel der Reihe zuvor, er sprach allerdings auch einige negative Punkte an. Die Handlung verliere sich zwar nicht allzu sehr in verwirrende Einzelheiten und sei zunächst – obwohl voller politischer Intrigen – überraschend leicht zu verfolgen, falle aber gegen Ende etwas auseinander. Die Charaktere seien recht banal, sodass es kaum gelinge, einen echten Protagonisten auszumachen. Formal sei das Vaan, aber alles drehe sich um Ashe – leider, so Bettenhausen, seien beide nicht sonderlich interessante Figuren, wodurch es der Geschichte an emotionaler Durchschlagskraft mangele. Das Kampfsystem wirke zunächst flach und repetitiv, gewinne aber vor allem durch das einfallsreich wirkende Gambit-System an Tiefe. Es sei zwar „cool“, die Gruppe „vorprogrammiert“ alleine Kämpfe bestreiten zu lassen, allerdings gebe dies auch viel von der Strategie und der Herausforderung früherer Final-Fantasy-Teile preis.
Noch deutlicher bei der Beurteilung des Gambit-Systems wurde Fabian Walden vom deutschsprachigen Ableger des Onlinemagazins Eurogamer, der es für eine schlechte Wahl der Entwickler hielt, Interaktivität aus den Kämpfen herauszunehmen. Gerade bei diesem Spiel, bei dem der Spieler abwechselnd fünf oder zehn Minuten lang zu seinem Ziel oder durch einen Dungeon laufe und fünf Minuten lange Zwischensequenzen, die die Handlung weitererzählen, anschaue, gebe es kaum noch einen Unterschied zu einem „langen, langen Film“, wenn auch noch das Kämpfen nahezu von alleine ablaufe. Dennoch kam Walden insgesamt zu einer guten Bewertung des Spiels, denn die Spielwelt mit ihren großen und „erstaunlich belebten“ Städten, den düsteren, „manchmal furchteinflößenden“ Dungeons und den weiten Außenwelten sei beeindruckend. Außerdem hielt er die erzählte Geschichte, auch wenn es ihr etwas an Spannung und Dramaturgie fehle, für interessanter als bei den meisten anderen Rollenspielen.
Bernd Fetsch von Stern.de, der feststellte, dass man die Handlung von Final Fantasy XII als „japanische Version von ‚Star Wars‘“ bezeichnen könne, hielt das Spiel für einen würdigen Abschluss für die „alternde PS2“. Er empfand zwar das Lizenzsystem als umständlich und bemängelte, dass sieben Jahre nach der Veröffentlichung der PS2 die Entwickler das Grafikproblem des Kantenflimmerns immer noch nicht ganz im Griff hätten; alle kleinen Kritikpunkte seien jedoch im Grunde nur Makulatur, denn das Gesamtbild stimme. Das Spiel biete „für viele, viele Stunden Unterhaltung und eine Geschichte, die den Spannungsbogen über all die Zeit aufrecht erhalten kann – nicht zuletzt wegen seiner Figuren, die alles andere als eindimensional sind.“

#### Soundtrack

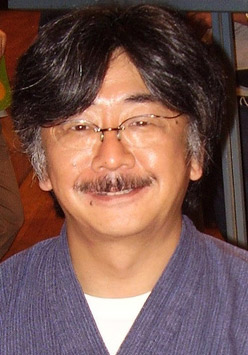
Der Komponist der vorhergehenden Teile, Nobuo Uematsu, schrieb für FFXII nur ein Stück, das Lied Kiss Me Good-Bye

In einer Besprechung des Soundtracks stellte Ben Schweitzer auf der Website RPGFan fest, dass sich Sakimotos Stil in Final Fantasy XII deutlich von seinen früheren Arbeiten unterscheide. Ein Grundelement zum Verständnis des Soundscapes im Spiel seien die Stimmungswechsel innerhalb einzelner Stücke. Es gebe drei Schlüsselthemen im Soundtrack – neben dem Hauptthema das Thema des Imperiums und das Thema der Freiheitskämpfer – und alle drei erscheinen bereits im Eröffnungsstück Opening Movie, das Schweitzer als „spektakulär“ empfand. Uematsus einzigen Beitrag, das Lied Kiss Me Good-Bye, bezeichnete er als einen soliden Song, den er beispielsweise gegenüber dem Lied Eyes on Me aus Final Fantasy VIII vorziehe. Der Text sei „nicht schlecht“, auch wenn er denselben Typ klischeehafter Liebeslied-Lyrik mit Abschiedsthematik enthalte. Insgesamt bewertete Schweitzer den Soundtrack als „exzellent mit einigen Vorbehalten“. Es sei allerdings schwer zu beantworten, ob es sich dabei im Vergleich zu Uematsus Werk noch um „echte Final-Fantasy-Musik“ handele.
Patrick Gann urteilte ebenfalls bei RPGFan deutlich kritischer über den Soundtrack. Der Rezensent hatte nach den Arbeiten Sakimotos für die Spiele Final Fantasy Tactics und Vagrant Story hohe Erwartungen, die für ihn jedoch in großen Teilen nicht erfüllt wurden. Er drückte seine gemischten Gefühle angesichts dieses zwar großen, bombastischen Werkes aus, dem es jedoch an Substanz fehle. Viele Stücke seien „abschweifend“ (‘rambling’) und wirkten auf ihn wie einige der eher weniger genießbaren Kompositionen aus dem Anfang des 20. Jahrhunderts. Angela Akis Kiss me Good-Bye bezeichnete Gann als eine schöne Ballade, die im starken Kontrast zu Sakimotos Arbeit stehe; Hakases Symphonic Poem “Hope” sei eine zwar kurze, aber viele Facetten zeigende und einprägsame Ode.

### Auszeichnungen und Nominierungen
Final Fantasy XII erhielt zahlreiche Auszeichnungen von Spielezeitschriften und Onlinemagazinen, für weitere Preise war das Spiel nominiert. Die Zeitschrift Edge verlieh ihm den Preis als Spiel des Jahres, von IGN und von GameSpy erhielt es die Auszeichnung als PS2-Spiel des Jahres. Bei den Japan Game Awards 2006 konnte das Spiel in der Game of the Year Division den Grand Award und einen Award for Excellence gewinnen. In der Begründung für diese Wahl hieß es, das Spiel präsentiere die beste Grafik innerhalb seiner Reihe und zeige spektakuläre Blicke auf seine Welt. Es biete zudem eine außergewöhnlich vollständige Form eines Rollenspiels in Hinblick auf die erzählte Geschichte und die Musik.
Bei den Interactive Achievement Awards, den Spike Video Game Awards und den Satellite Awards war Final Fantasy XII als Rollenspiel des Jahres nominiert, bei allen drei Verleihungen konnte jedoch schließlich The Elder Scrolls IV: Oblivion von Bethesda Softworks diesen Preis für sich gewinnen. Final Fantasy XII war außerdem bei den British Academy Video Games Awards 2007 in den Kategorien Original Score und Story and Character, bei den Game Developers Choice Awards für Character Design und Visual Arts und bei den Interactive Achievement Awards als Outstanding Achievement in Art Direction nominiert. Der Soundtrack erhielt zudem Nominierungen bei den British Academy Video Games Awards und den Spike Video Game Awards.

## Nachfolger

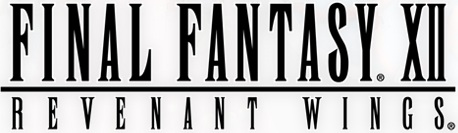
Logo von Final Fantasy XII: Revenant Wings

Ende April 2007 veröffentlichte Square Enix in Japan mit Final Fantasy XII: Revenant Wings einen direkten Nachfolger von Final Fantasy XII für die Handheld-Konsole Nintendo DS. Das Spiel, das in Europa im Februar 2008 auf den Markt kam, ist aber kein Rollenspiel, sondern lässt sich in das Genre der Echtzeit-Strategiespiele einordnen; allerdings wurden in Revenant Wings auch Spielelemente aus Final Fantasy XII wie Gambits und Esperbeschwörungen übernommen. Die Handlung findet ein Jahr nach den Ereignissen von Final Fantasy XII statt. Vaan konnte sich seinen Traum, Luftpirat zu werden, erfüllen und besitzt nun ein Luftschiff. Zusammen mit seiner Freundin Penelo als Steuerfrau besucht er zu Beginn des Spiels Balthier und Fran, und die Vier gehen gemeinsam auf Schatzsuche. Final Fantasy XII: Revenant Wings wurde von der Kritik überwiegend positiv aufgenommen: Bei Metacritic erzielt das Spiel die Wertung 81 %. Ein weiterer Ableger, ein Actionspiel mit dem Arbeitstitel Fortress, wurde von dem schwedischen Studio Grin für Square Enix entwickelt, jedoch wurde das Projekt 2009 fallen gelassen. Das Studio musste daraufhin Konkurs anmelden.
Mit Final Fantasy XIII veröffentlichte Square Enix den nächsten Haupttitel der Rollenspielreihe im Dezember 2009 in Japan und im März 2010 in Europa für die Spielkonsolen PlayStation 3 und Xbox 360. Wie für die Final-Fantasy-Serie üblich hat das Spiel eine vom Vorgänger völlig unabhängige Handlung vor einer anderen Hintergrundwelt. Auch das Kampf- und das Charakterentwicklungssystem unterscheiden sich deutlich von Final Fantasy XII.